# Katowicki Festiwal Biegowy im. Jerzego Kukuczki
Katowicki Festiwal Biegowy im. Jerzego Kukuczki − cykliczna impreza sportowa organizowana w Katowicach przez Akademię Wychowania Fizycznego przy współpracy z Państwową Strażą Pożarną.
Do szeregu zawodów Katowickiego Festiwalu Biegowego należą:
- Maraton Kukuczki[1]
- Drużynowy Maraton Kukuczki[1]
- Bieg 24-godzinny[2]
- Bieg 48-godzinny[2]
- Sztafeta Dziecięca[3]

## Maraton Kukuczki
Do 2011 odbyły się cztery edycje. Bieg odbywa się na pętli o długości 4219 m plus 5 m dobieg (długość trasy 42,195 km, atest PZLA). Miejscem zawodów jest park zlokalizowany w katowickiej Dolinie Trzech Stawów, wzdłuż lotniska na Muchowcu. Klasyfikacja prowadzona jest bez podziału na kategorie wiekowe. Dyrektorem maratonu jest dr Krzysztof Nowak, dyrektorem sportowym August Jakubik.

### Klasyfikacja mężczyzn
| Edycja | Data           | 1 miejsce       | Klub sportowy | Dystans | Czas    |
| ------ | -------------- | --------------- | ------------- | ------- | ------- |
| IV.    | 4 czerwca 2011 | Grzegorz Pituch | KS Wysoka     | 42195 m | 3:03:13 |

### Klasyfikacja kobiet
| Edycja | Data           | 1 miejsce      | Klub sportowy                 | Dystans | Czas     |
| ------ | -------------- | -------------- | ----------------------------- | ------- | -------- |
| IV.    | 4 czerwca 2011 | Dorota Szeszko | KRS TKKF Jastrząb Ruda Śląska | 42195 m | 04.20.34 |

## Drużynowy Maraton Kukuczki
Bieg odbywa się na trasie o długości 42,195 km, posiadającej atest PZLA w Katowicach w Dolinie Trzech Stawów. Drużyny składają się z minimum 2 a maksimum 10 osób. W skład drużyny muszą wchodzić m.in. 2 kobiety. Wygra zespół, który przebiegnie łącznie najdłuższą odległość.

## Bieg 24 i 48-godzinny
Odbywa się w Katowicach, Dolina Trzech Stawów. Celem jest m.in. uczczenie pamięci Jerzego Kukuczki oraz popularyzacja biegów ultra długich. Odbywa się na pętli o długości 2500 m, posiadającej atest PZLA. Bieg ma charakter otwarty.

### Klasyfikacja mężczyzn bieg 48-godzinny[4]
| Edycja | Data        | 1 miejsce        | Klub sportowy    | Dystans  | Ilość okrążeń | Czas     |
| ------ | ----------- | ---------------- | ---------------- | -------- | ------------- | -------- |
| 2011   | 3-5 czerwca | Stanisław Giemza | AZS AWF Katowice | 325695 m | 130           | 11:57:50 |

### Klasyfikacja kobiet bieg 48-godzinny[4]
| Edycja | Data        | 1 miejsce           | Klub sportowy    | Dystans  | Ilość okrążeń | Czas    |
| ------ | ----------- | ------------------- | ---------------- | -------- | ------------- | ------- |
| 2011   | 3-5 czerwca | Aleksandra Niwińska | AZS AWF Katowice | 250000 m | 100           | 4:09:27 |

### Klasyfikacja mężczyzn bieg 24-godzinny[4]
| Edycja | Data        | 1 miejsce     | Klub sportowy | Dystans  | Ilość okrążeń | Czas     |
| ------ | ----------- | ------------- | ------------- | -------- | ------------- | -------- |
| 2011   | 4-5 czerwca | Piotr Sawicki | 9 Dywersyjna  | 205153 m | 82            | 11:36:42 |

### Klasyfikacja kobiet bieg 24-godzinny[4]
| Edycja | Data        | 1 miejsce      | Klub sportowy | Dystans  | Ilość okrążeń | Czas     |
| ------ | ----------- | -------------- | ------------- | -------- | ------------- | -------- |
| 2011   | 4-5 czerwca | Ewelina Basiak | —             | 140182 m | 56            | 11:52:18 |

## Sztafeta Dziecięca
Zawody odbywają się w trzech grupach wiekowych. Od wieku uzależniony jest też dystans. Impreza ma miejsce w Katowicach, Dolina Trzech Stawów.